# Приключенията на Икабод и мистър Тоуд
Приключенията на Икебода и мистър Тода (на английски: The Adventures of Ichabod and Mr. Toad) е американски анимационен филм от 1949 година.